# Stadhuis van Almelo
Het Stadhuis van Almelo is hoogbouw in Almelo die in 2015 is gereedgekomen als vervanger van het oude stadhuis van J.J.P. Oud.
Op het dak van een lager gedeelte van de nieuwbouw bevindt zich een parkeerdek dat ruimte biedt aan circa 100 auto’s. Het heet het duurzaamste stadhuis van Nederland te zijn.
Bewoners van Almelo mochten meedenken over het ontwerp van het stadhuis en konden kiezen uit twee ontwerpen. Desondanks ontstond onder de bevolking veel weerstand tegen dit dure gebouw, vanwege de financiële status Almelo.